# 過時·過節
《過時·過節》（英語：Hong Kong Family，前稱：陽）是一部2022年以家庭為主題的香港電影，由曾慶宏執導，香港「首部劇情電影計劃」第五屆大專組的得獎作品，香港電影發展局電影發展基金與創意香港資助，毛舜筠、謝君豪、呂爵安、談善言、袁澧林、盧瀚霆及馮素波主演。
本片獲選為第27屆釜山國際電影節「亞洲電影之窗」之參展電影，並於10月初於當地舉行世界首映，為該屆唯一獲選的香港劇情片導演，及後亦成為第59屆金馬國際影展「華語映像」之參展電影。另外，本片亦獲選為第19屆香港亞洲電影節開幕電影，並獲得觀眾票選最佳電影獎。及後《過時．過節》亦成為第二十九屆香港電影評論學會大獎的推薦電影，而導演曾慶宏及男主角謝君豪，分別在最佳導演及最佳男演員兩個獎項中入圍最後一輪的投票名單。2023年1月，本片在平遙國際電影展參與正式競賽，並榮獲藏龍·最受歡迎影片獎。
電影在2022年11月24日在香港及澳門上映。

## 劇情
以一個家庭的冬至飯局作為主軸，八年前家庭發生了一場混亂的冬至飯，引發出各個家庭成員之間的矛盾，家中眾人為重修關係、安排一頓齊齊整整的冬至飯而傷透腦筋。

## 角色
| 演员                | 角色   | 簡介 |
| 毛舜筠              | 玲     | 兼職家務助理 明之姐 陳旭真之妻 琪、陽之母 悅之姑媽 生於傳統客家家庭的玲與陳旭真透過相親成婚，全心全意照顧家庭的她卻和陳旭真關係漸趨緊張，她屢屢受到打擊，更引發了一場婚變風波 |
| 謝君豪              | 陳旭真 | 夜間的士司機 玲之夫 明之姐夫 琪、陽之父 悅之姑丈 從前是工程師，沉默寡言，只顧上班賺錢，不懂得如何與家人溝通。在金融海嘯打擊下，陳旭真被逼提早退休，與太太磨擦漸多，加上供樓等壓力，最後在冬至飯局上情緒大爆發 八年前與陽翻鬧而導致陽離家出走，但最終和好 打算往佛山搞生意，並提出與玲離婚，讓陽歸家 |
| 呂爵安              | 陽     | 獨立遊戲設計師 陳旭真、玲之次子 琪之弟弟 悅之表弟 雀仔之好友 八年前因不滿陳旭真向玲發大脾氣，而與陳旭真翻鬧，決定離家出走，獨居至今。近年陽有意回家，卻又害怕悲劇重演，於是希望透過自己創造的遊戲，讓人練習溝通                                                                                     |
| 談善言              | 琪     | 文員 陳旭真、玲之長女 陽之姐 悅之表姐 諾文之好友，一度成為其女友 從事文職工作多年，生活平淡乏味。在一場家庭風波後，琪藉著結婚而搬出了原生家庭，但最終兩年後離婚。琪搬回父母家住之後，亦開始迷失了自我。                                                                                             |
| 袁澧林              | 悅     | Joy 明之女兒 陳旭真、玲之侄女 琪之表妹 陽之表姐 兒時在香港客家鄉村長大，後來隨父母移居英國。八年前，父親因誤會而生氣出走，自此沒有再回港。今年父親本來已訂機票，但最後只有悅獨自回港過冬，完成父親的心願                                                                                            |
| 盧瀚霆              | 雀仔   | KOL 陽之好友 與陽一起經營遊戲公司 聰敏機智，計仔多多，尤其懂得利用新媒體開拓業務。他表面上嬉皮笑臉，私底下頗重視陽這個好友，希望令不善於交際的陽找到發展機會 |
| 馮素波              |        | 玲、明之母 陳旭真之岳母 琪、陽之外祖母 悅之祖母 |
| 梁祖堯 （友情客串） | 明     | 玲之弟 陳旭真之小舅 悅之父 琪、陽之舅父 因不滿母親懷疑他偷錢，而離家出走往英國生活 在英國當廚師，於廚房暈倒去世 |
| 張達倫 （友情客串） | LK     | 小傑之父 玲兼職家務助理之僱主 考慮和小傑一起移民，找來曼莎幫手處理 |
| 黃梓樂              | 小傑   | Jayden LK之子 |
| 陸詩韻              | 曼莎   | Samantha LK之朋友 協助LK處理其移民一事 |
| 黃寶漳              | 諾文   | Norman 琪之好友，一度成為其男友 流浪者，來自馬來西亞，沿途靠賣石頭賺錢維生 原本約定琪行山，但突然爽約，自此失聯。 |
| 周志輝              | 情哥   | Brother Love KOL 網名「萬水千山總是情」 陽、雀仔之客戶 借玩虛擬角色遊戲而憶起亡孫 |
| 馮挺然              |        | 遊戲機公司老闆 |
| 謝利                |        | 地產經紀 向陳旭真推銷佛山之樓盤 |
| 梁健平              |        | 陳旭真之好友 打算與陳旭真往佛山搞生意 |

## 製作

### 選角
本片演員呂爵安與盧瀚霆俱為男團MIRROR成員，兩人於電視劇《大叔的愛》中演繹的同性戀曖昧關係受到歡迎，被稱為「登神CP」，本片是繼《大》後兩人再度合演影視作品，因而備受注目。而盧瀚霆一向被坊間認為與本片另一演員馮素波相貌相似，是次共演同一電影，亦引來注意。亦有指盧瀚霆於片中化妝較為特別，令他顯得酷似藝人狄易達。
談善言及黃寶漳在戲中有段感情戲，在現實上黃是談的前男友。談是主動介紹黃給導演參演此劇，並稱兩人合作沒尷尬。

## 票房
2022年11月24日上映，11月29日官方社交網公布累積票房累積超過500萬
2022年12月13日，官方社交網公布累積票房累積超過1000萬。

## 記事
- 2022年9月7日，本片獲選為第27屆釜山國際電影節「亞洲電影之窗」之參展電影。
- 2022年9月22日，本片推出前導預告片，並開通官方Facebook及Instagram帳號作宣傳。
- 2022年9月23日，本片獲選為第19屆香港亞洲電影節開幕電影。
- 2022年10月5日，本片獲選為第59屆金馬國際影展「華語映像」之參展電影。
- 2022年10月7日，本片在第27屆釜山國際電影節上舉行世界首映。
- 2022年10月7日，本片推出全新預告及人物海報。
- 2022年11月4日，本片於2022臺北金馬影展在臺首映。
- 2022年11月8日，本片在香港中文大學邵逸夫堂舉行特別放映會x座談會。
- 2022年11月18日，本片在太古城中心舉行首映禮。

## 電影歌曲
| 類別   | 歌名           | 主唱   | 作曲            | 作詞   | 編曲                 | 監製                 | 參考   |
| ------ | -------------- | ------ | --------------- | ------ | -------------------- | -------------------- | ------ |
| 主題曲 | 攀上天梯的螞蟻 | 呂爵安 | 蔡德才@人山人海 | 袁兩半 | 蔡德才 / Mike Orange | 蔡德才 / Mike Orange | [ 11 ] |

## 奬項
| 年份 | 頒獎典禮                    | 獎項                     | 入圍者                   | 結果 |
| ---- | --------------------------- | ------------------------ | ------------------------ | ---- |
| 2023 | 第29屆香港電影評論學會大獎  | 最佳導演                 | 曾慶宏                   | 提名 |
| 2023 | 第29屆香港電影評論學會大獎  | 最佳男演員               | 謝君豪                   | 提名 |
| 2023 | 第29屆香港電影評論學會大獎  | 推薦電影                 | 《過時·過節》            | 獲獎 |
| 2023 | 第19屆香港亞洲電影節        | 觀眾票選最佳電影獎       | 《過時·過節》            | 獲獎 |
| 2023 | 第6屆平遙國際電影展         | 觀眾票選榮譽最受歡迎電影 | 《過時·過節》            | 獲獎 |
| 2023 | 第27屆釜山國際電影節        | 參展電影                 | 《過時·過節》            | 提名 |
| 2023 | 第5屆首部劇情電影計劃       | 大專組優勝作品           | 《過時·過節》            | 獲獎 |
| 2023 | 第18屆大阪亞洲電影節        | 競賽電影                 | 《過時·過節》            | 提名 |
| 2023 | 第59屆金馬獎                | 參展電影                 | 《過時·過節》            | 提名 |
| 2023 | 第15屆CinemAsia電影節       | 參展電影                 | 《過時·過節》            | 提名 |
| 2023 | 第41屆香港電影金像獎        | 最佳新演員               | 呂爵安                   | 提名 |
| 2023 | 第6屆MOVIE6全民票選電影大獎 | 最佳新演員               | 呂爵安                   | 獲獎 |
| 2023 | 第6屆MOVIE6全民票選電影大獎 | 最佳男配角               | 呂爵安                   | 獲獎 |
| 2023 | 第6屆MOVIE6全民票選電影大獎 | 最佳男配角               | 盧瀚霆                   | 提名 |
| 2023 | 第6屆MOVIE6全民票選電影大獎 | 最佳女主角               | 毛舜筠                   | 獲獎 |
| 2023 | 第6屆MOVIE6全民票選電影大獎 | 最佳電影                 | 《過時·過節》            | 提名 |
| 2023 | 第6屆MOVIE6全民票選電影大獎 | 最佳海報                 | 《過時·過節》            | 提名 |
| 2023 | 第6屆MOVIE6全民票選電影大獎 | 最佳導演                 | 曾慶宏                   | 提名 |
| 2023 | 第6屆MOVIE6全民票選電影大獎 | 最佳新導演               | 曾慶宏                   | 提名 |
| 2023 | 第6屆MOVIE6全民票選電影大獎 | 最佳原創電影歌曲         | 《攀上天梯的螞蟻》呂爵安 | 提名 |